# Alice Armand Ugón
Alice Armand Ugón Rivoir (Colonia Valdense, 15 de enero de 1887- Montevideo, 17 de agosto de 1992) fue una médica pediatra uruguaya.

## Biografía

### Primeros años
Hija de Daniel Armand Ugón y Alice Rivoir, creció en el seno de una familia numerosa. Tuvo 12 hermanos, cuatro de ellos también fueron médicos profesionales: Máximo, María, Daniel y Víctor Armand Ugón.
Su interés por la Medicina surgió durante su infancia en Colonia Valdense, cuando asistía a su madre que, a su vez, colaboraba con el médico rural de la zona. Según la propia Armand Ugón, "(...) como había que ayudarlo, muchas veces era mi madre que lo acompañaba. Si tenía alguna curación que hacer con un enfermo – en aquel momento había unas infecciones terribles – ella recibía las indicaciones del médico de como tenía que hacer la desinfección y la hacía. Y yo acompañaba a mi madre y siempre asistía a sus curaciones. Y me gustó también. Me dije, cuando sea grande voy a ayudar así al médico. Y así fue que me gustó la medicina y decidí estudiar la carrera".

### Formación académica y vida profesional
Radicada en Montevideo, egresó de la Facultad de Medicina en octubre de 1916. Fue la quinta mujer médica egresada, especializándose en pediatría. Su hermana María había sido la tercera, egresando en el año 1909 y su especialización fue la ginecobstetricia.
Siendo ya profesional, enseguida comenzó a trabajar en el Pabellón de Niños Contagiosos en la Clínica del Dr. Morquio del Hospital Pereira Rossell. Fue médica titular de Gota de Leche N° 5, luego del N° 1 y, después, médica ayudante de clínica pediátrica. A partir de 1919, se desempeñó ahí mismo como Jefa de Clínica titular y, después de tres años en esa función (en la que estuvo siete años, aproximadamente), fue nombrada Médica Honoraria. 
Durante sus años como estudiante, trabajó en la instalación del Laboratorio de Química de la Universidad de Mujeres (el edificio actualmente lo ocupa el IAVA), que se encontraba en proceso de creación. El trabajo se lo había propuesto Clotilde Luisi y lo hizo en colaboración con el Dr. Ángel Maggiolo. Allí fue nombrada Jefe de Trabajos Prácticos de Química, ejerciendo la docencia hasta que se jubiló.
Publicó numerosos artículos en la Revista Médica del Uruguay sobre temáticas relacionadas con la Pediatría. Participó realizando presentaciones a la Sociedad de Pediatría de Montevideo y trabajos suyos se publicaron en los Archivos Latinoamericanos de Pediatría.
Murió a la edad de 105 años, siendo una de las médicas uruguayas más longevas.